# فريد أونيغا
فريدريك فيمي أونيغا (بالإنجليزية: Fred Oniga)‏ مدرب كرة سلة نيجيري. في عام 2011 درب جامعة العلوم التطبيقية من الأردن في بطولة أبطال آسيا لكرة السلة 2011.

## الأندية التي تولى تدريبها
- نايجر بوترز.
- الجلاء (2001).
- منتخب نيجيريا (مساعد مدرب، 2003).
- الجزيرة (2005).
- منتخب إيران (2006).
- الاتحاد.
- منتخب الأردن (2007).
- الأهلي (2007-2008).
- جامعة العلوم التطبيقية.